# Pieter van de Griend
Pieter Cornelis van de Griend (Heerlen, 22 november 1922 – Amsterdam, 2 september 2001) was een Nederlands wetenschapper

## Biografie
Van de Griend studeerde scheikundige technologie in Delft en daarna sociale wetenschappen aan de Universiteit van Amsterdam. In 1963 promoveerde hij aan de Universiteit van Amsterdam op het proefschrift Leiderschapsvormen in de schoolklas. Van 1 januari 1965 tot 31 augustus 1966 was hij lector pedagogie, puberteitspsychologie en algemene didactiek aan de TH Eindhoven. Per 1 september 1966 werd hij lector didactisch onderzoek aan de NEH Rotterdam.
Hij gaf les ook na zijn emeritaat als hoogleraar pedagogiek en psychologie aan de Erasmus Universiteit in Rotterdam. Daarnaast was hij wetenschappelijk adviseur bij het Ministerie van Justitie op het gebied van communicatieprocessen.

## Mentaliteitentheorie
Van de Griend ontwikkelde een theorie over de problematiek van tussenmenselijke relaties. Deze theorie noemde hij mentaliteitentheorie; deze term werd ontleend aan Du Boeuff en Kuiper. ‘Mentaliteit’ staat voor de subjectieve ervaring die mensen hebben van zichzelf in relatie tot anderen, met inbegrip van gedrag dat met die ervaring verband houdt. De mentaliteitentheorie is tegelijkertijd van een hoog abstractieniveau en rechtstreeks praktisch toepasbaar, met name als het gaat om het persoonlijk functioneren van mensen in relatie tot elkaar. In 1992 werd de Stichting Onderwijs Mentaliteitenleer (S.O.M.) opgericht om zijn gedachtegoed verder te verspreiden.